# Lladurs
Lladurs ist eine spanische Gemeinde (municipio) der Provinz Lleida im Innern der autonomen Region Katalonien. Lladurs hat 185 Einwohner (Stand: 2024). Die Gemeinde besteht neben Lladurs aus den Ortschaften La Llena, Montpol, El Pla dels Roures, Terrassola, Timoneda und Els Torrents.

## Lage
Lladurs liegt etwa 85 Kilometer ostnordöstlich von Lleida und etwa 75 Kilometer nordnordwestlich von Barcelona in den Pyrenäen in einer Höhe von ca. 835 m. 

## Bevölkerungsentwicklung
| Jahr        | 1900 | 1950 | 1970 | 1981 | 1991 | 2001 | 2011 | 2021 |
| ----------- | ---- | ---- | ---- | ---- | ---- | ---- | ---- | ---- |
| Einwohner   | 608  | 707  | 454  | 304  | 254  | 238  | 197  | 187  |
| Quelle: INE |      |      |      |      |      |      |      |      |

## Sehenswertes

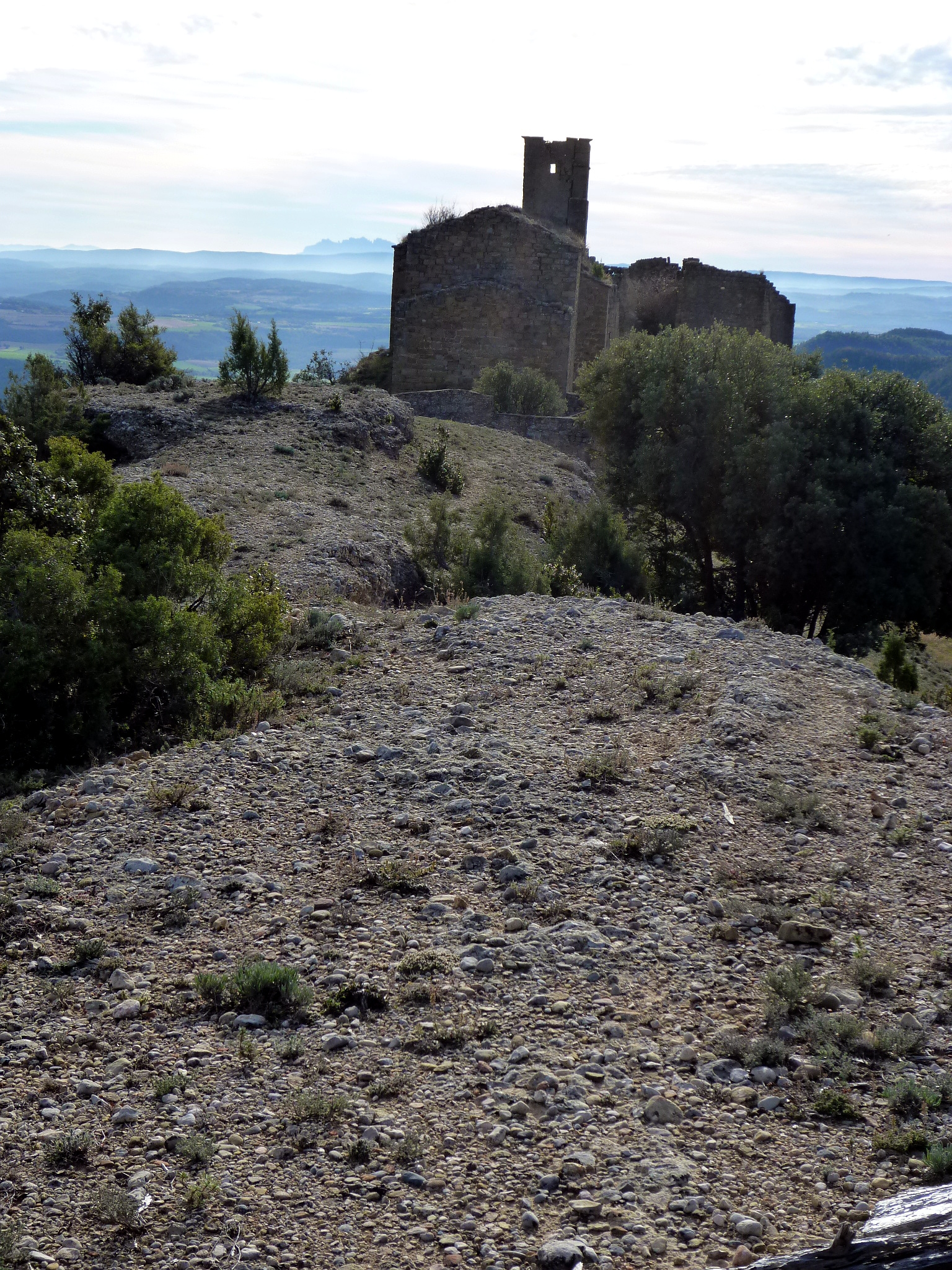
Burganlage von Lladurs
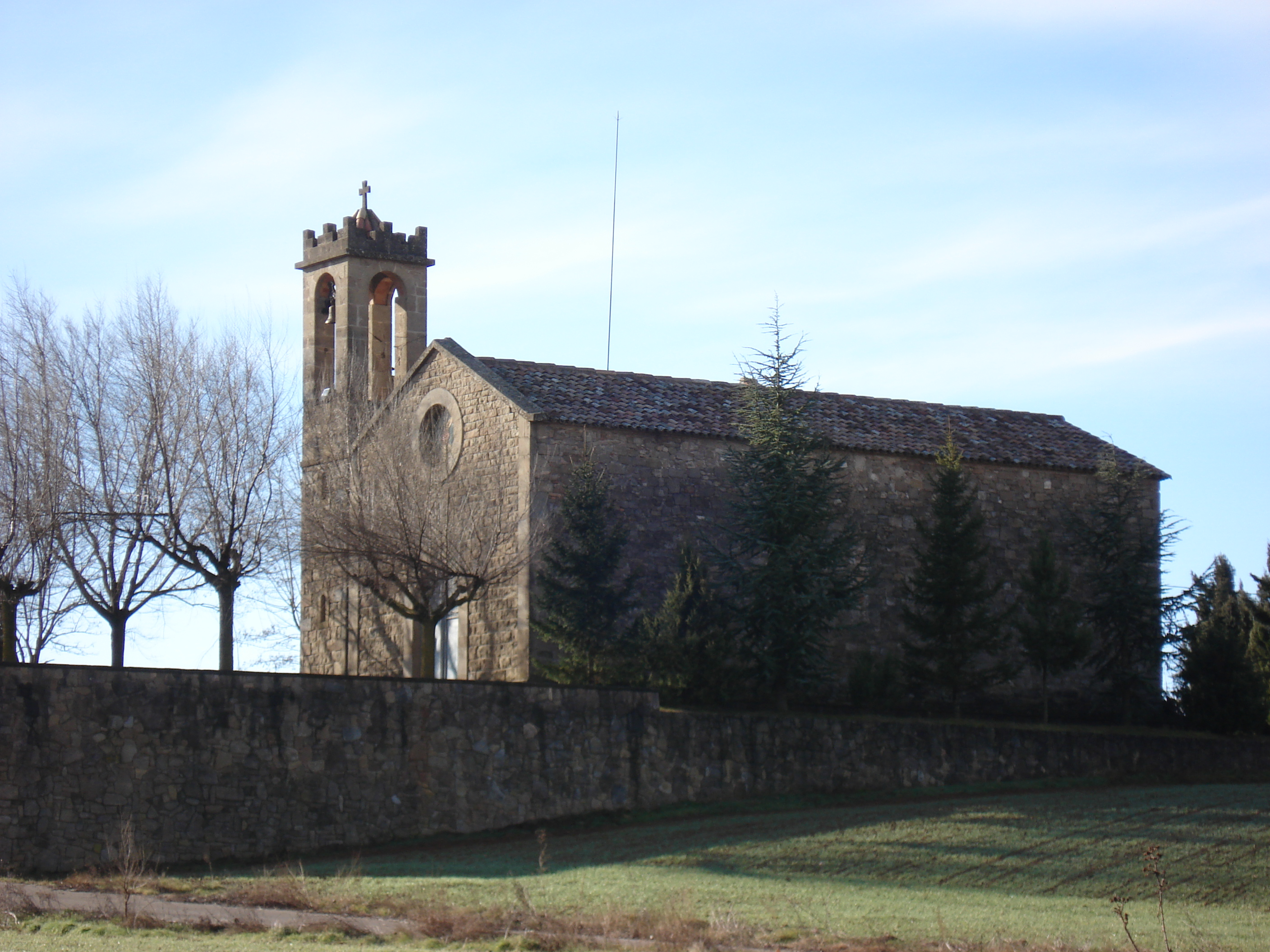
Marienkirche von Lladurs
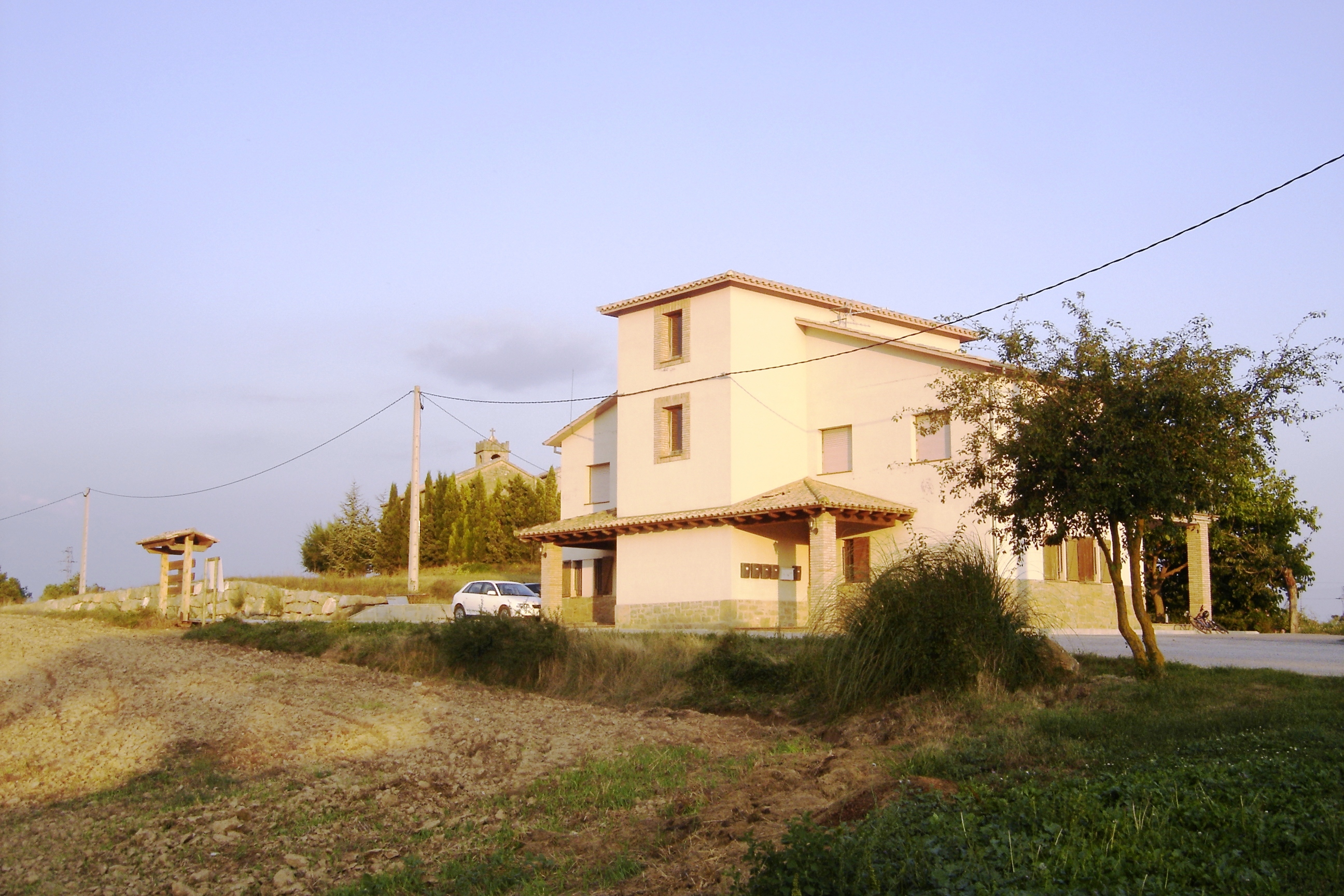
Rathaus

- Burganlage von Lladurs
- Marienkirche von Lladurs
- Rathaus